# Lumen (enhet)

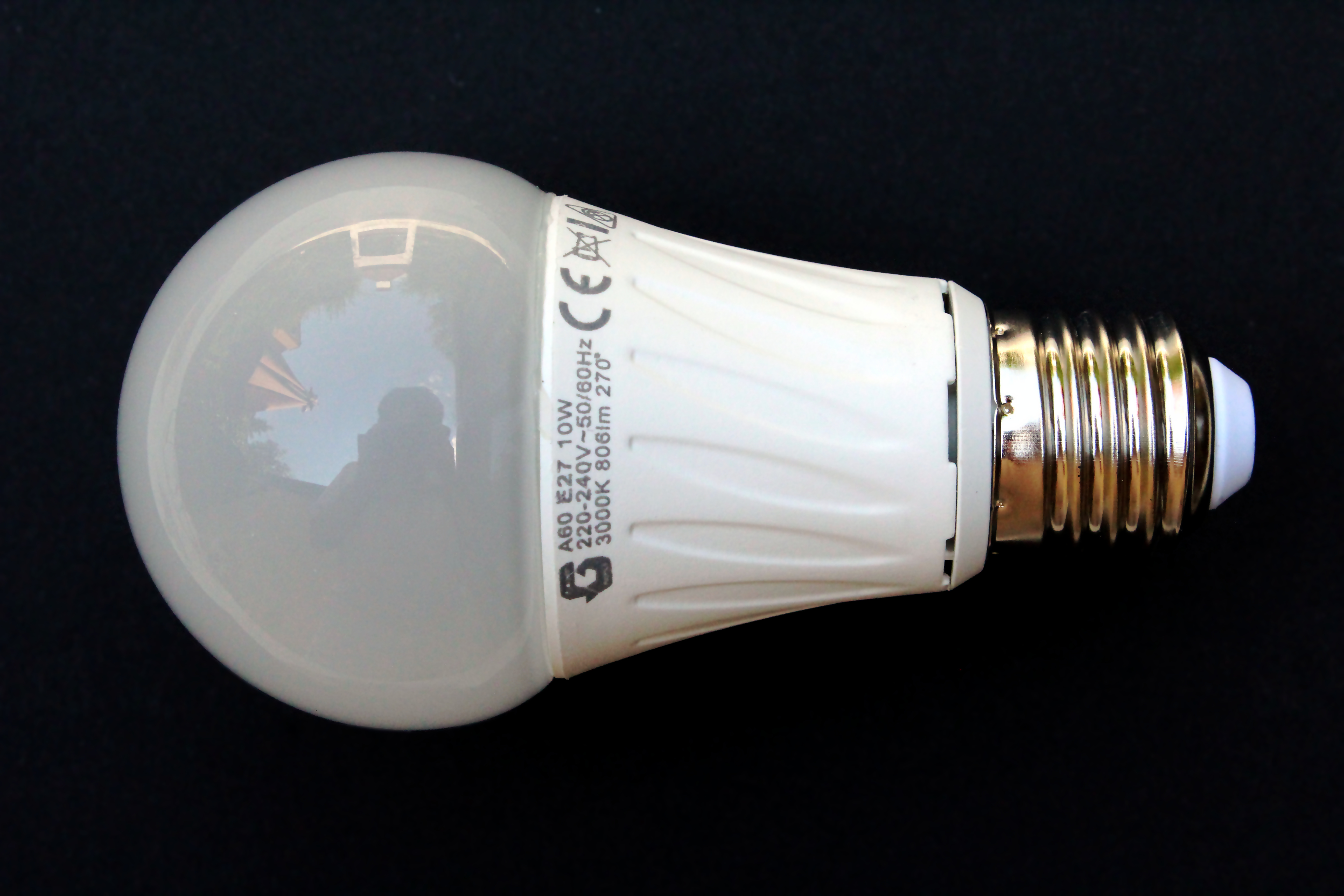
En LED-lampa på 10 Watt som kan utstråla 806 lumen.

Lumen är SI-enheten för ljusflöde och har enhetssymbolen lm. En ljuskällas intensitet mäts i candela. Från lumen kan man dessutom härleda enheten lux.
En lumen motsvarar det totala ljusflödet, lika med intensiteten (mätt i candela) multiplicerat med den rymdvinkel (mätt i steradianer) i vilken ljusets utsänds:
{\displaystyle 1\;{lumen}=1\;{candela}\times 1\;{steradian}}

## Lampor
För en traditionell glödlampa är ljusutbytet omkring 10 lm/W, men har betydande variationer. En högre drivspänning höjer utbytet på bekostnad av livslängden medan halogentillsatser kan förlänga livslängden och därmed medge bättre utbyte. Lampor med låg effekt kan ge lägre utbyte då en större andel av energin avges som ej synlig strålning (värme, infraröd strålning).
| Ljusflöde (lumen) | Elförbrukning (watt) | Elförbrukning (watt) | Elförbrukning (watt) | Elförbrukning (watt) |
| Ljusflöde (lumen) | Glödlampa            | Glödlampa            | Kompaktlysrör        | LED                  |
| Ljusflöde (lumen) | Volfram              | Halogen              | Kompaktlysrör        | LED                  |
| ----------------- | -------------------- | -------------------- | -------------------- | -------------------- |
| 90                | 15                   | 6                    | 2-3                  | 1-2                  |
| 200               | 25                   |                      | 3-5                  | 3                    |
| 450               | 40                   | 29                   | 9–11                 | 5–8                  |
| 800               | 60                   |                      | 13–15                | 8–12                 |
| 1,100             | 75                   | 53                   | 18–20                | 10–16                |
| 1,600             | 100                  | 72                   | 24–28                | 14–17                |
| 2,400             | 150                  |                      | 30–52                | 24-30                |
| 3,100             | 200                  |                      | 49–75                | 32                   |
| 4,000             | 300                  |                      | 75–100               | 40.5                 |

## ANSI lumen
Ljusstyrka hos projektorer kan mätas i lumen. American National Standards Institute har fastställt en standardiserad procedur, ANSI IT7.215, för att specificera dessa prestanda.